# Powiat Tone
Powiat Tone (jap. 利根郡 Tone-gun) – powiat w Japonii, w prefekturze Gunma. W 2024 roku liczył 30 020 mieszkańców.

## Miejscowości
- Minakami
- Katashina
- Kawaba
- Shōwa